# شهرستان داگوان
شهرستان داگوان (به لاتین: Daguan County) یک منطقهٔ مسکونی در چین است که در ژاوتونگ واقع شده‌است. شهرستان داگوان ۱٬۸۰۲ کیلومتر مربع مساحت و ۲۶۰٬۰۰۰ نفر جمعیت دارد.